# Świstunka górska

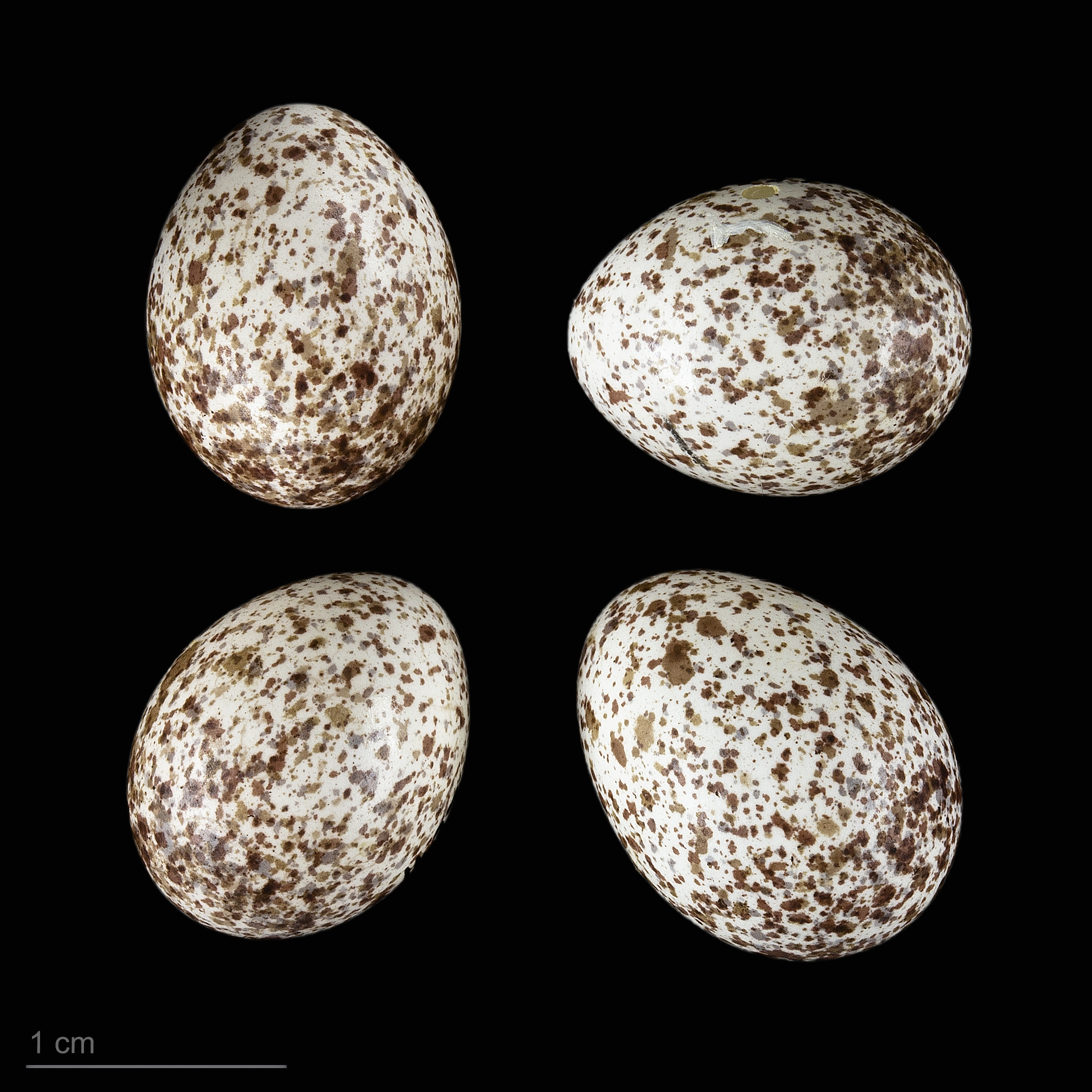
Phylloscopus bonelli

Świstunka górska (Rhadina bonelli) – gatunek niewielkiego ptaka wędrownego z rodziny świstunek (Phylloscopidae), wcześniej zaliczany do pokrzewkowatych (Sylviidae). Zamieszkuje południowo-zachodnią i środkową Europę oraz północno-zachodnią Afrykę; zimuje w Afryce, głównie w strefie Sahelu. Sporadycznie zalatuje do Polski, odnotowano jeden przypadek lęgu. Nie jest zagrożony wyginięciem.

## Systematyka
Świstunka górska to gatunek monotypowy. Dawniej uznawano ją za jeden gatunek z wydzieloną do oddzielnego gatunku świstunką złotorzytną (Rhadina orientalis), zamieszkującą południowo-wschodnią Europę i Bliski Wschód. Z wyglądu są one niemal identyczne, odróżnia się je na podstawie głosu wabiącego.
Część systematyków zalicza świstunkę górską do rodzaju Phylloscopus.

## Charakterystyka
Długość ciała tego ptaka wynosi około 11,5 cm, a rozpiętość skrzydeł 16–20 cm. Masa ciała waha się w przedziale od 7 do 11,5 gramów. Wielkością dorównuje pierwiosnkowi, od którego jest jednak bardziej szara. Trudno ją zauważyć w koronach drzew i łatwo pomylić z innymi świstunkami.
Upierzenie jest typowe dla większości świstunek: biały spód ciała (w tym podgardle i pierś, co odróżnia ją od bardzo podobnej świstunki leśnej), żółtozielona plama na skrzydle, wierzch ciała jasnoszarobrązowy o szarooliwkowym odcieniu z szarą głową oraz często występującą żółtą plamą na kuprze. Lotki i sterówki są żółtozielono prążkowane. Dziób jest różowy, kantarek jasny, a duże i ciemne oczy wyróżniają się z niezaznaczonych wyraźnie białych brwi. Nogi są brunatnoszare.
Żywi się owadami i innymi bezkręgowcami, które zbiera z gałęzi drzew.
Przyjemny głos i specyficzne wabienie są istotnymi cechami pozwalającymi rozróżnić ten gatunek w terenie. To monotonna zwrotka z powtarzanym dźwiękiem tji.

## Występowanie
Zamieszkuje południowo-zachodnią i środkową Europę (od Półwyspu Iberyjskiego przez Francję po południowe Niemcy, Austrię, Słowenię i Włochy) oraz północno-zachodnią Afrykę (Algierię, Maroko i północno-zachodnią Tunezję). Terytorium występowania świstunki górskiej jest dużo mniejsze niż w przypadku innych świstunek (np. pierwiosnka), choć w pewnym stopniu pokrywa się z ich terenami zasiedlania. Nie konkurują one jednak tam ze sobą ani o pokarm, ani o miejsca lęgowe, gdyż świstunki górskie preferują suchsze i rzadsze lasy. Stykają się ze sobą dopiero w czasie migracji na zimowiska. Zimują one bowiem w Afryce, na rozległych sawannach leżących na południe od Sahary.
Wykazuje dość specyficzne wymagania środowiskowe. W okresie lęgowym zasiedla tereny górskie i podgórskie. Spotkać ją można w widnych i rzadkich lasach liściastych i iglastych na nizinach i na zboczach o południowej wystawie w górach.
Do Polski zalatuje bardzo rzadko – do końca 2020 roku stwierdzono ją tylko 11 razy. W 1976 roku odnotowano lęg w Beskidzie Sądeckim.

## Okres lęgowy
Gatunek ten gnieździ się na ziemi, ukryty w gęstej roślinności. Gniazdo jest kopulastą budowlą z bocznym otworem, uplecioną z suchej trawy z domieszką liści i mchu, wyścieloną miękkim materiałem (np. włosami). Wyglądem przypomina lęgowisko świstunki leśnej, choć mało prawdopodobne jest, aby oba gatunki świstunek gnieździły się i wychowywały młode w tym samym typie kompleksu leśnego.
Świstunki górskie w ciągu sezonu wyprowadzają jeden, wyjątkowo dwa lęgi. Samice składają w maju 5–6 białych jaj z czerwono-brązowymi plamkami. Wysiadują je przez 12–13 dni. Po wykluciu pisklęta, karmione przez oboje rodziców, pozostają w gnieździe jeszcze przez około 2 tygodnie.

## Status i ochrona
IUCN uznaje świstunkę górską za gatunek najmniejszej troski (LC, Least Concern). Liczebność światowej populacji w 2006 roku szacowano na 3–8 milionów dorosłych osobników. Globalny trend liczebności populacji uznawany jest za stabilny.
W Polsce gatunek ten jest objęty ścisłą ochroną gatunkową.